# Minutargyrotoza
Minutargyrotoza är ett släkte av fjärilar. Minutargyrotoza ingår i familjen vecklare.
Kladogram enligt Catalogue of Life:
| Minutargyrotoza | \| \| Minutargyrotoza calvicaput \| \| \| \| \| \| Minutargyrotoza minuta \| \| \| \| |
|                 | \| \| Minutargyrotoza calvicaput \| \| \| \| \| \| Minutargyrotoza minuta \| \| \| \| |
|                 | Minutargyrotoza calvicaput                                                            |
|                 |                                                                                       |
|                 | Minutargyrotoza minuta                                                                |
|                 |                                                                                       |